# MLB The Show 24
MLB The Show 24 est un jeu vidéo basé sur les ligues majeures de baseball (ou Major League Baseball en anglais) développé par SIE San Diego Studio et co-édité par MLB Advanced Media et Sony Interactive Entertainment. Le jeu est sorti le 19 mars 2024 sur Nintendo Switch, PlayStation 4, PlayStation 5, Xbox One et Xbox Series. Il s'agit du dix-neuvième opus de la série de jeux MLB: The Show (en) et présente Vladimir Guerrero Jr. des Blue Jays de Toronto sur sa jaquette.
Pour la quatrième année consécutive, les versions Xbox du jeu sont disponibles pour les abonnés du Xbox Game Pass sans frais supplémentaires.
Pour la première fois dans l'histoire du jeu vidéo de baseball, le jeu comprend un mode carrière avec des joueuses, baptisé « Road to the Show : Women Pave Their Way ».

### Traduction
- (en) Cet article est partiellement ou en totalité issu de l’article de Wikipédia en anglais intitulé « MLB The Show 24 » (voir la liste des auteurs).